# Palacete del Guereo
El palacete de Guereo es un inmueble del patrimonio cultural boliviano que alberga actividades culturales en la ciudad histórica de Sucre, capital de Bolivia y Patrimonio Mundial de Humanidad.
El inmueble fue diseñado por Antonio Camponovo, arquitecto suizo con una prolífica obra en Bolivia.

## Características
El edificio se encuentra al este de la ciudad de Sucre, en el barrio homónimo al que le debe su nombre. Éste barrio era llamado antiguamente Wayapajcha y es parte de una de las primeras olas de expansión urbana de la ciudad ocurrida durante la primera mitad del siglo XIX.
El diseño del inmueble presenta características republicanas.
El edificio fue adquirido por el Gobierno Municipal de Sucre en 2013.

## Galería de imágenes

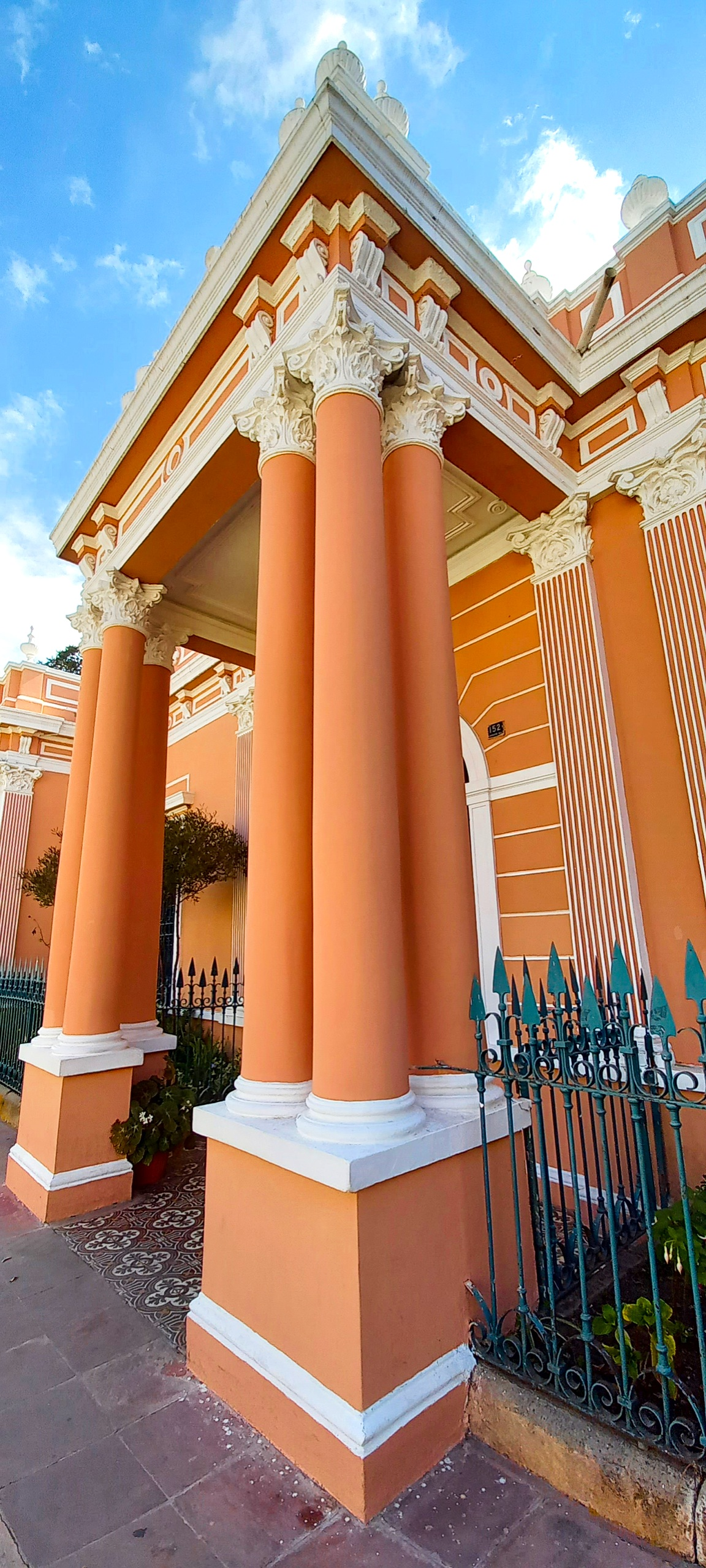
Portal y columnas exentas de influencia clasicista.
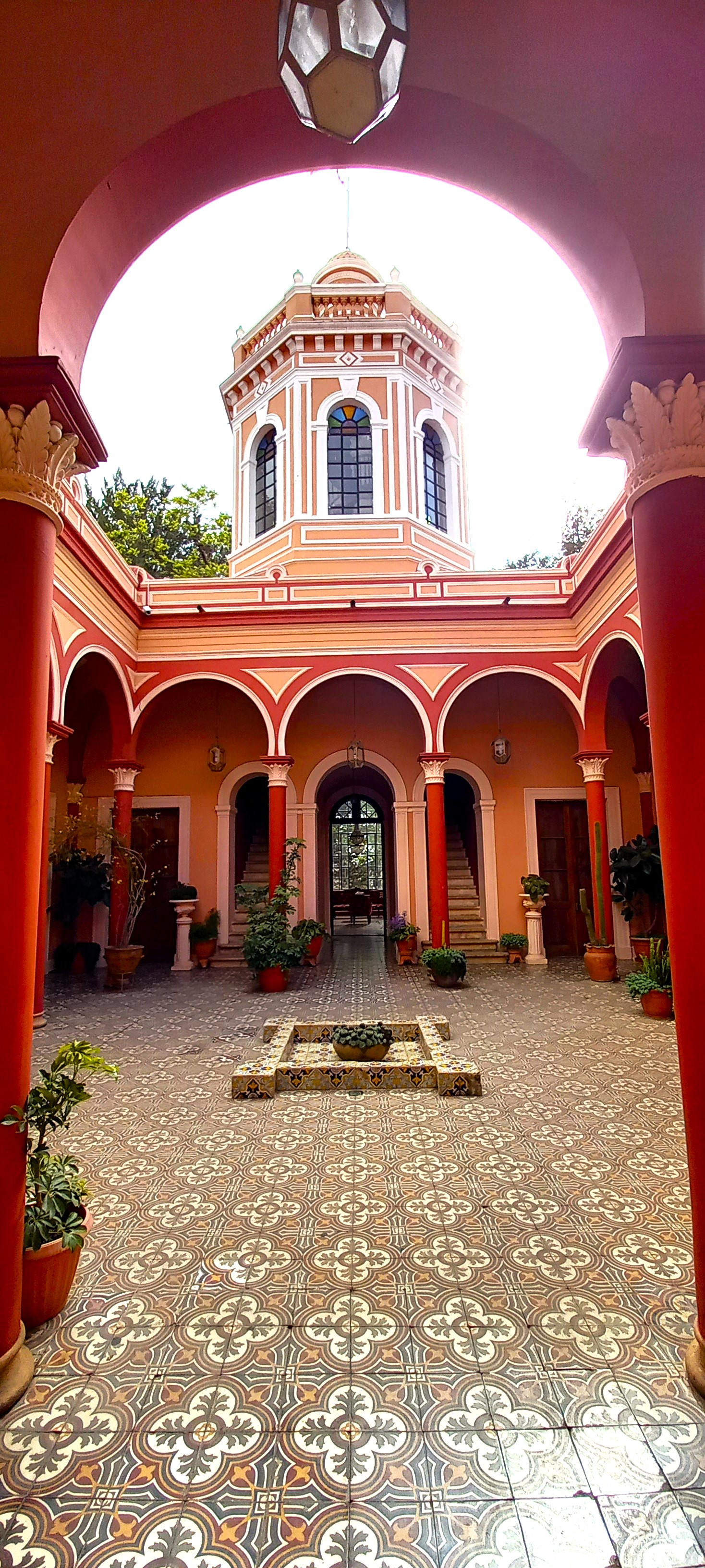
Patio principal con arquería de columnas de orden Corintio.
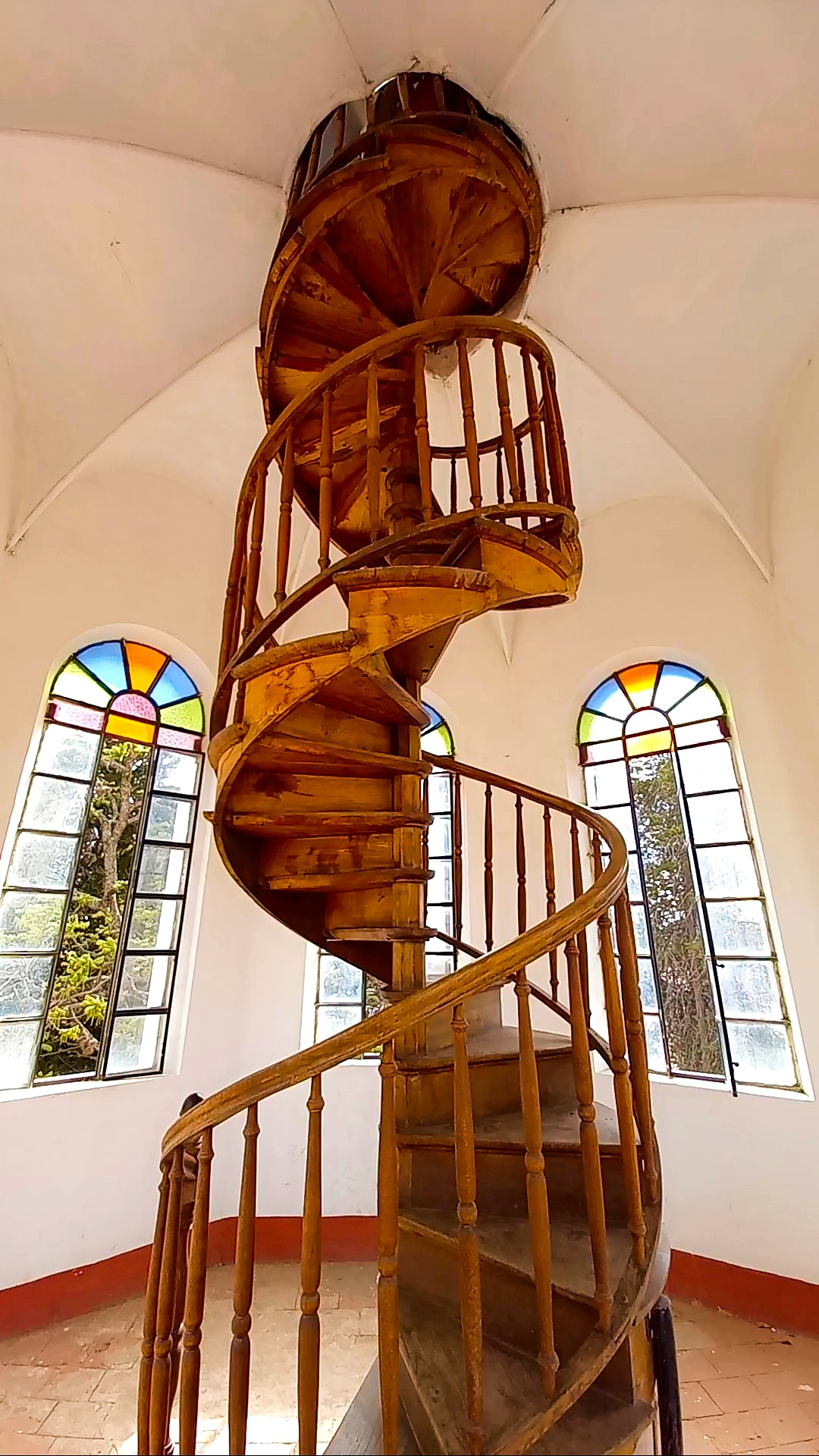
Escaleras en forma de caracol trabajadas en cedro.